# Кулакийска художествена школа
Кулакийската художествена школа (на гръцки: Κουλακιώτικη Σχολή) е художествена школа от XIX век, която възниква и се развива в солунското градче Кулакия (или Колакия, днес Халастра). Кулакийските зографи действат в Кукушко, Солунско, Катеринско, Берско, Халкидика.

## История
Даираната активност на зографите от школата обхваща период от 86 години. Най-старият известен подпис е от 1813 година на Маргаритис Ламбу в Хортач, а най-късният е от 1899 година на Митакос Хадзистаматис е в „Рождество Богородично“ (Панагуда) в Солун. Известните представители на школата са Маргаритис, Димитриос и Константинос Ламбу и техните наследници Атанасиос Маргаритис, Ставракис Маргаритис и Константинос Ламбу, братята Димитриос, Митакос и Дакос Хадзистаматис, Зисис Папаконстантину - работил в 1867 година в църквата „Свети Георги“ в Драгомирци и в 1880 година в „Свети Димитър“ край Кулакия и Михаил Папаконстантину, работил в 1896 година в Колиндрос и в 1898 година в едно село на Халкидика.
Към Лъгадинската митрополия функционира Цъковен музей, който излага значителен брой произведения на Кулакийската школа.
- Неподписани произведения на Кулакийската школа
- „Свети Мина, Виктор и Викентий“, 1810 година
- „Свети Константин и Елена“, 1819 година
- „Свети Ипатий“, 1817 година
- „Свети Атанасий“, 1818 година
- „Св. св. Петър и Павел“, 1818 година
- „Убрус“, 1827 година
- „Отсичане на главата на Света Варвара“, 1827 година
- „Свети Зосим и Света Мария Египтянка“, 1830 година
- „Мъченичество на Свети Стефан“, 1844 година
- „Христос Младоженец“, 1845 година
- „Свети Харалампий“, 1845 година
- „Свети Георги“, 1846 година
- „Света Марина“, 1846 година
- „Света Богородица Вратарница и светци“, 1852 година
- „Свети Христофор“, 1900 година
- „Свети Антоний“, XIX век
- „Кръщение“, XIX век
- „Обрезание Господне и Свети Василий“, XIX век